# Зафириу, Николаос
Николаос Зафириу (греч. Νικόλαος Ζαφειρίου; 1871, Коринф, Греческое королевство — 1947, Афины) — греческий офицер конца XIX — начала XX века. Отмечен греческой историографией как командир I дивизии, «на которую пал выбор стать освободительницей Смирны» в начале Малоазийского похода.

## Молодость
Николаос Зафириу родился в Коринфе в 1871 году. Окончив школу, поступил в Военное училище эвэлпидов, которое окончил в звании младшего лейтенанта артиллерии. Принял участие в Греко-турецкой войне 1897 года в составе 2-го артиллерийского полка. После того, как французская военная миссия призванная в Грецию в 1910 году, создала «Школу высшей военной учёбы» (в действительности курсы), Зафириу был в числе 15 офицеров, которые, пройдя конкурс, стали слушателями этой Школы. Впоследствии большинство слушателей Школы, в том числе и Зафириу, были посланы во Францию на переподготовку. С началом Первой Балканской войны эти офицеры срочно были отозваны в Грецию и в своём большинстве служили в штабах. Зафириу служил в штабе «Армии Эпира». Во Второй Балканской войне он служил в штабе VIII дивизии.
Зафириу принял участие в Первой мировой войне в звании подполковника и командуя 1-м полком Серре.

## Первая пехотная дивизия
27 октября 1918 года премьер-министр Франции Жорж Клемансо информировал командующего Македонским фронтом французского генерала Франше д’Эспере о намерениях Антанты произвести интервенцию на юге России. Генерал д’Эспере высказал отличное от премьер-министра мнение, указывая на ограниченное количество войск, которыми он располагал для такой операции. Жорж Клемансо обратился к премьер-министру союзной Греции с просьбой оказать поддержку в этой экспедиции. Греческий премьер Элефтериос Венизелос ответил положительно, предложив целый корпус немногочисленной греческой армии в составе 3-х дивизий, то есть силы, превышающие французские. Предложение Венизелоса было сделано в обмен на поддержку греческих территориальных претензий в Восточной Фракии и Малой Азии на территории, сохранявшие своё коренное греческое население. Клемансо принял этот жест с благодарностью, предоставив «обещания» о поддержке греческих территориальных претензий. Однако из трёх запланированных для участия в экспедиции дивизий в конечном итоге в Украинском походе приняли участие только две — ΙΙ и ΧΙΙΙ дивизии. Ι дивизия «не доехала» до России. Через несколько месяцев Греция была вовлечена Антантой в более масштабный малоазийский поход, переросший в полномасштабную войну.

## Освобождение Смирны

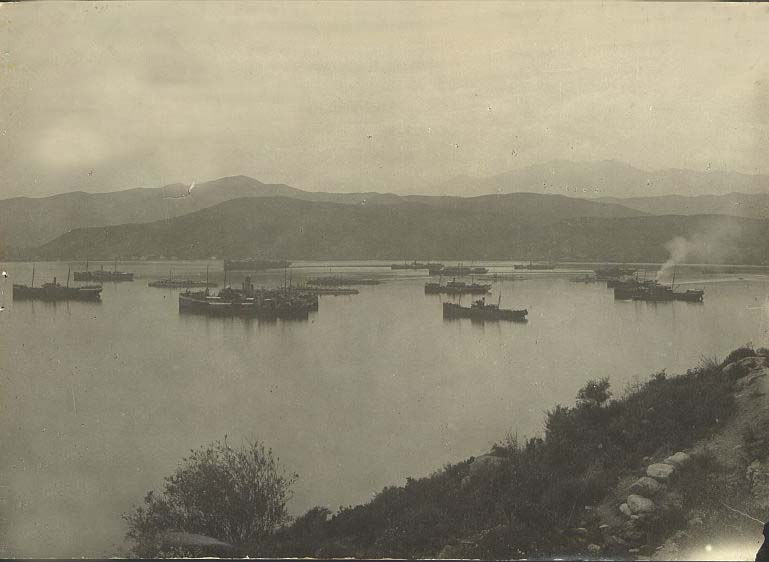
Отход конвоя транспортов с Первой дивизией на борту из Элефтера, Восточная Македония на Смирну

30 октября 1918 года между представителями Антанты и потерпевшей поражение Османской империи было заключено Мудросское перемирие. 7-я статья документа гласила, что союзники имеют право на оккупацию любого города имеющего стратегическое значение. На Смирну претендовала Италия, которая после победы в итало-турецкой войне 1912 года контролировала юго-запад Малой Азии. Её войска находились южнее Измира. Чтобы ограничить амбиции Италии, Великобритания Франция и США приняли решение предоставить оккупацию Измира Греции, о чём итальянцам было объявлено 12 мая 1919 года.
13 мая «Совет Четырёх» (Великобритания, Франция, Италия, США) признал за Грецией право на оккупацию Смирны, о чём было уведомлено султанское правительство. Для операции была задействована ожидавшая в Элефтера, Восточной Македонии отправку на Украину Ι дивизия, которой в звании полковника командовал в этот период Зафириу. Дивизия получила приказ погрузиться на 2 парохода и 12 маленьких транспорта. Зафириу получил закрытый конверт, который должен был открыть только в море.
Отход состоялся 30 апреля/13 мая в сопровождении 5 греческих и 4 британских боевых кораблей. Зафириу открыл конверт в море. Известие о том, что дивизия направлялась в Смирну вызвало взрыв энтузиазма у личного состава дивизии. Хотя речь шла о временной оккупации города и региона, греческие солдаты рассматривали событие как начало освобождения древних греческих земель Ионии и её коренного греческого населения.

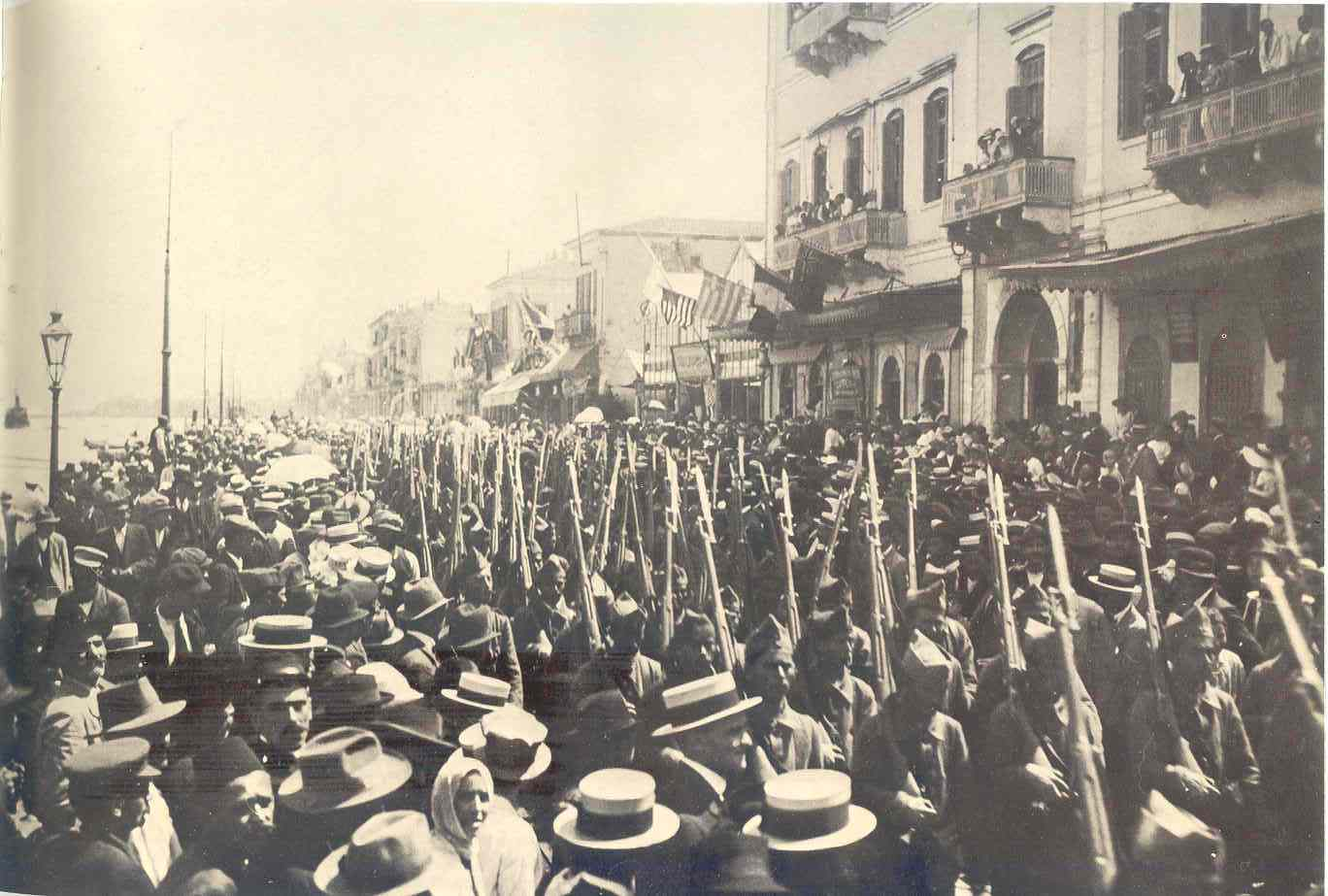
Высадка Первой дивизии в Смирне

Отражая этот исторический факт, английский историк Д. Дакин именует последовавший Малоазийский поход «Четвёртой Освободительной войной Греции».
Высадка в Смирне состоялась 2/15 мая. Высадка предполагалась мирной и началась мирно. Одновременно с греческими войсками (12 тысяч человек) произвёл высадку и небольшой англо-франко-американо-итальянский десант (800 человек), принявший от турецких солдат береговые укрепления. В турецких казармах находилось 3 тыс. солдат. Вместе с жандармами это составляло 4 тыс. вооружённых турок. Итальянцы не могли успокоится с потерей Измира и подготовили провокацию. Они вооружили лодочников в порту, а полковник Корросини выпустил из тюрьмы всех уголовников.
Когда началась высадка войск и греческое население приветствовало своих освободителей, началась стрельба из лодок, а находившиеся в толпе уголовники наносили встречающим ножевые ранения. В дело подключились вооружённые турецкие солдаты и жандармы. 4-му греческому полку удалось навести порядок всего через час, взяв плен 540 турецких солдат жандармов и 28 офицеров. 2 тысячам вооружённых турок удалось уйти, положив начало как турецкому сопротивлению, так и зверствам по отношению к безоружному греческому населению, как это случилось впоследствии в резне греческого населения города Айдын. Воспользовавшись беспорядками, итальянцы ещё раз запросили у союзников право на оккупацию Измира, но вновь получили отказ.
Историк Т. Герозисис отмечает, что в атмосфере энтузиазма, вызванного освобождением города, высадка была произведена « с некоторыми ошибками», что дало туркам возможность оказать «какое то сопротивление», «для создания впечатлений и обеспечения политических целей».
Зафириу стал первым командиром экспедиционного корпуса и представителем греческих властей в Ионии. К концу мая c согласия союзников греческие войска заняли весь вилайет Смирны, а с ростом турецкого сопротивления и налетов турецких чет на зону оккупации стали расширять её уже без согласия союзников. I дивизия Зафириу дислоцировалась последовательно в Смирне, Касамба, Айдыне.
28 июня в зоне ответственности дивизии турецкие четы, сформированные в итальянской зоне оккупации и при поддержке итальянцев, совершили резню греческого населения в Айдыне. События в Айдыне вынудили греческое правительство срочно усилить экспедиционную армию в Малой Азии и назначить её командующим Леонида Параскевопулоса, окончившего в своё время «Евангелическую школу Смирны». Война со стороны турок приняла характер этнических чисток. Яннис Капсис, историк и бывший министр иностранных дел, пишет, что резня в Айдыне должна была лишить всяких сомнений как союзников, так и греческое руководство в том, что случится с греческим населением Ионии, когда греческая армия уйдёт из региона.

## Последующие события
Севрский мирный договор 1920 года закрепил временный контроль региона за Грецией, с перспективой решения его судьбы через 5 лет на референдуме населения.
Столкновения с кемалистами стали приобретать характер войны, которую греческая армия была вынуждена вести уже в одиночку. Из союзников, Италия с самого начала поддержала кемалистов, а Франция, решая свои задачи, стала также оказывать им поддержку. Однако греческая армия прочно удерживала свои позиции. В июле 1920 года Зафириу был повышен в звание генерал-майора. Однако в том же году геополитическая ситуация изменилась коренным образом и стала роковой для греческого населения Малой Азии после парламентских выборов в Греции в ноябре 1920 года. Под лозунгом «мы вернём наших парней домой» и получив поддержку значительного в тот период мусульманского населения на выборах победили монархисты. Зафириу, как и многие другие офицеры, сторонники Венизелоса, был отозван из действующей армии и в период 1921—1922 был переведён в распоряжение Военного министерства.
Возвращение в страну германофила короля Константина освободило союзников от обязательств по отношению к Греции. Уже в иной геополитической обстановке и не решив вопрос с греческим населением Ионии, монархисты продолжили войну. Правление монархистов завершилось поражением армии и резнёй и изгнанием коренного населения Ионии.

## Последние годы
Зафириу примкнул к революции 1922 года и принял пост заместителя Начальника генштаба. Тремя годами позже был повышен в звание генерал-лейтенанта, приняв последовательно командование I, II, III, V корпусов армии, после чего в 1926 году был демобилизован. В силу возраста и болезней, Зафириу не принял участие в последующих военных событиях Греции.
Николаос Зафириу умер в Афинах в 1947 году.